# Fritz Muliar
Fritz Muliar (12. december 1919 – 4. maj 2009) var en østrigsk skuespiller, der opnåede stor popularitet i sit hjemland og også var kendt uden for Østrig, især fra tv-serien Den gode soldat Svejk, hvor han spillede titelrollen. 
Han blev født i Wien og døbt Friedrich Ludwig Stand. I slutningen af 1930'erne begyndte han at optræde på cabaretscener, men dette blev afbrudt af 2. verdenskrig, hvor han først aftjente værnepligt, men siden i 1942 blev arresteret af nazisterne og sat i isolationsfængsel for aktiviteter med henblik på at løsrive Østrig fra Tyskland igen.
Efter krigens afslutning tog scenekarrieren for alvor fat for Muliar. Han var ikke særlig høj, hvilket hindrede ham i at spille en række traditionelle helteroller, og i stedet kom han til først og fremmest at spille komiske roller. I dette fag kom endvidere hans talent for at imitere udenlandske accenter ham til glæde. Han spillede talrige roller på teater samt i tv og film, og ud over rollen som Svejk var han også fast bestanddel i Kommissær Rex.
Muliar var erklæret socialdemokrat. Siden 1955 var han gift med Østrigs første tv-vært, Franziska Kalmar, med hvem han fik to drenge. Han havde derudover en søn fra et tidligere ægteskab. 